# Гермошлем

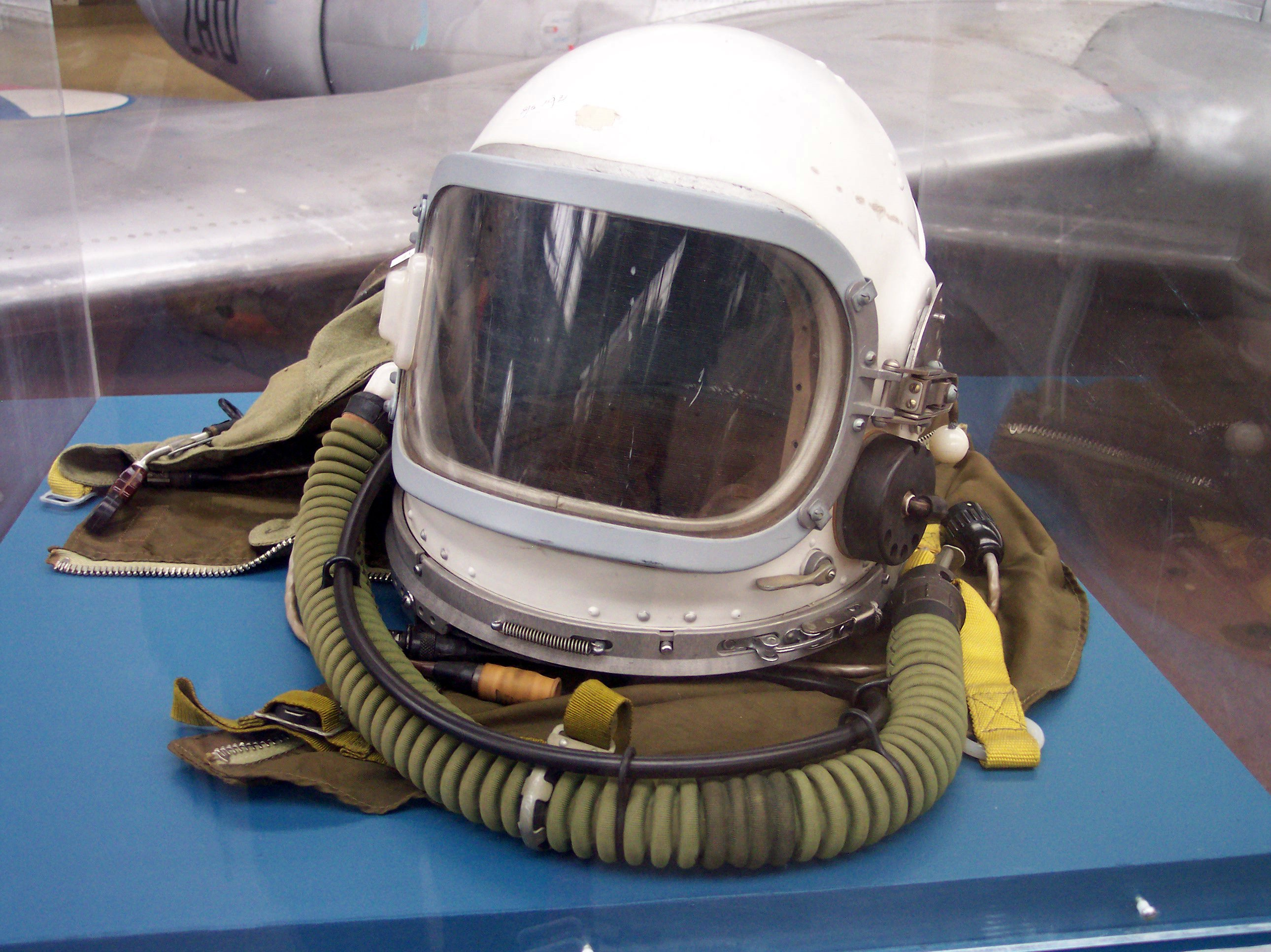
Советский гермошлем ГШ-6.

Гермошле́м (от сокр. «герметический шлем») — часть защитной одежды (средство индивидуальной защиты, снаряжения) лётчика или космонавта, входящая в состав высотно-компенсирующего костюма и высотного скафандра. 
Воздухонепроницаемый шлем специальной конструкции, дающий лётчику (космонавту) возможность осуществлять полёт на больших высотах (суборбитальных и орбитальных) при разгерметизации кабины летательного аппарата и обеспечивающий его выживание в данных условиях и при катапультировании. Гермошлем оснащен смотровым стеклом с светофильтром, защищающим глаза и лицо пилота или космонавта от воздействия тепловых и ультрафиолетовых лучей Солнца. Внутри шлема размещаются телефоны и микрофоны радиопереговорного устройства.

## История
Первые гермошлемы, как часть высотно-компенсирующего костюма стали разрабатывать и создавать в 30-х годах XX века. Применение компенсирующего костюма с герметичным шлемом, в отличие от кислородной маски,  давало возможность поддерживать в подшлемном пространстве и легких избыточное давление, что позволяло человеку находиться на любой высоте.
С развитием воздухоплаванья, авиации и космонавтики огромное значение придается и системам защиты и жизнеобеспечения, где гермошлем является важной составной частью средств индивидуальной защиты. Используются современные материалы, улучшаются функциональные возможности. В СССР, а затем в России основным разработчиком систем жизнеобеспечения высотных полётов и космических исследований, защитного одеяния лётчиков военной авиации является АО «НПП "Звезда" имени Г. И. Северина».
Конструкторами завода «Звезда» разработаны космические скафандры, включая самый первый скафандр Юрия Гагарина — СК-1. Разработан и прошел испытания новый комплект средств индивидуальной защиты для обеспечения спасения лётчика при разгерметизации кабины на высоте до 20 километров. Усовершенствован и гермошлем пилота. Теперь он на 350 граммов легче, чем предыдущий, благодаря использованию нового композиционного материала — органопластика. И синхронизирован с целым рядом приборов в кабине истребителя, что значительно облегчает пилоту выполнения боевых задач.

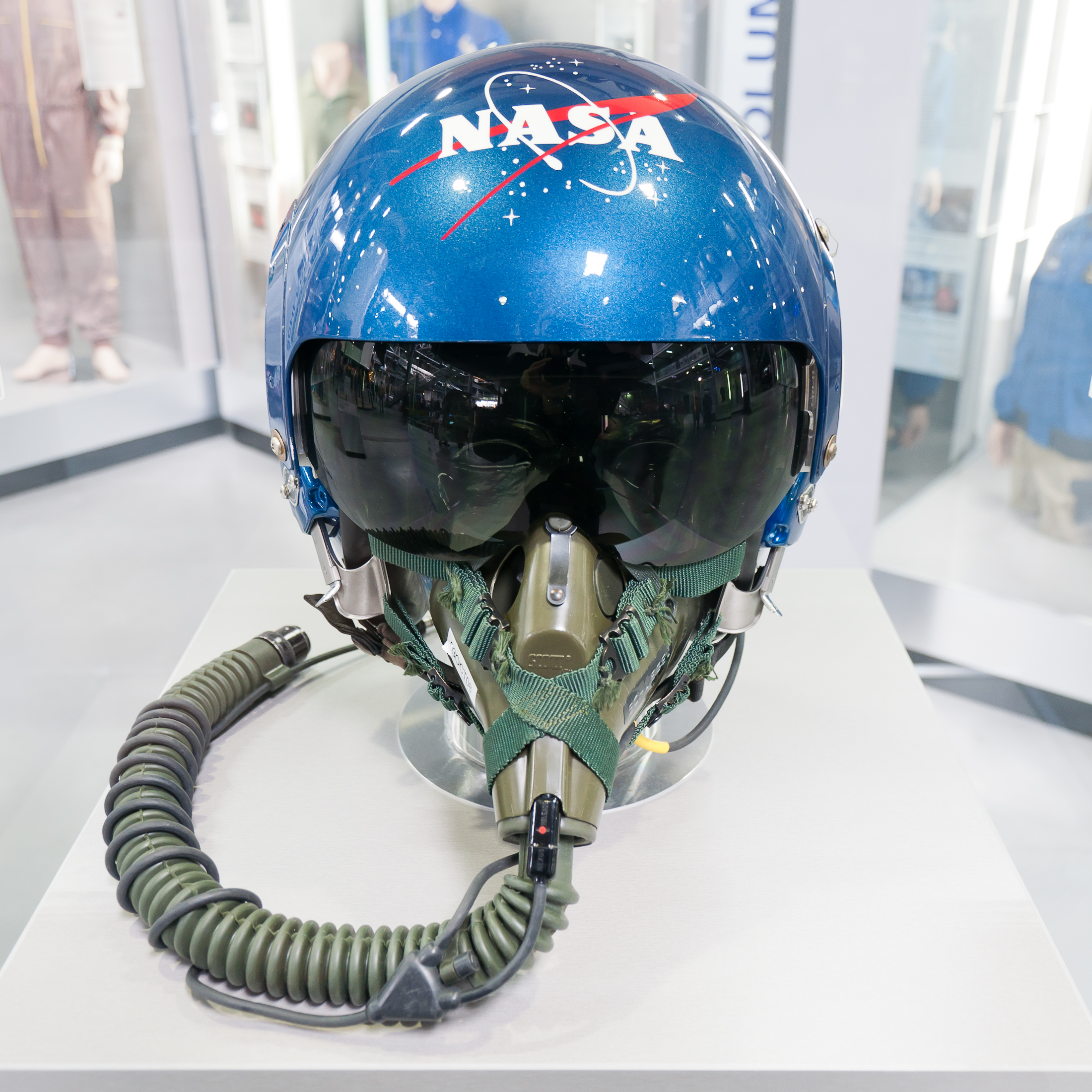
Авиашлем NASA для самолёта Northrop T-38 Talon.
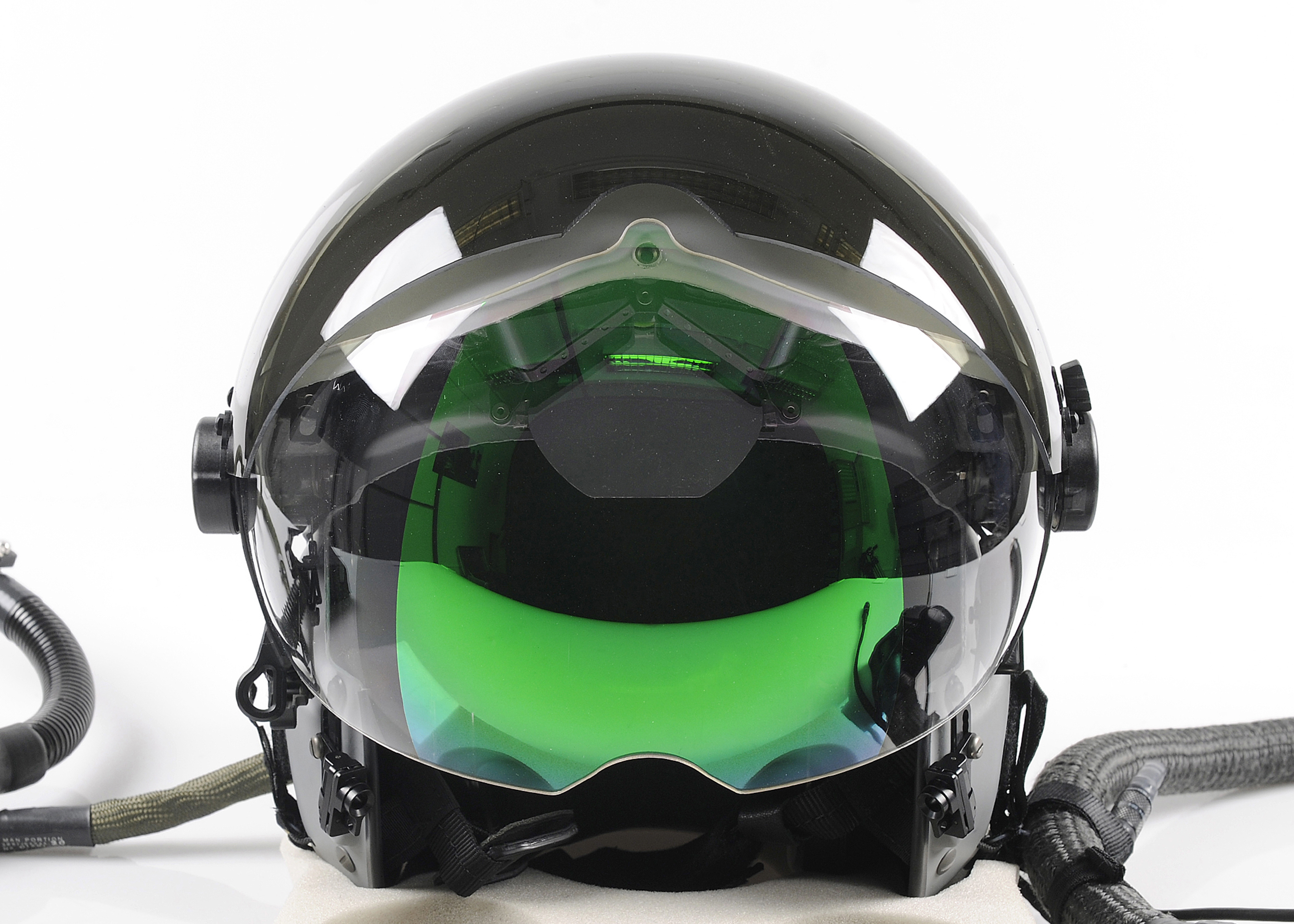
Лётный шлем HMSS Еврофа́йтер Тайфун британских ВВС. HMSS Helmet Mounted Symbology System — обеспечивает отображение полётной (приборной) информации на лицевом щитке шлема.
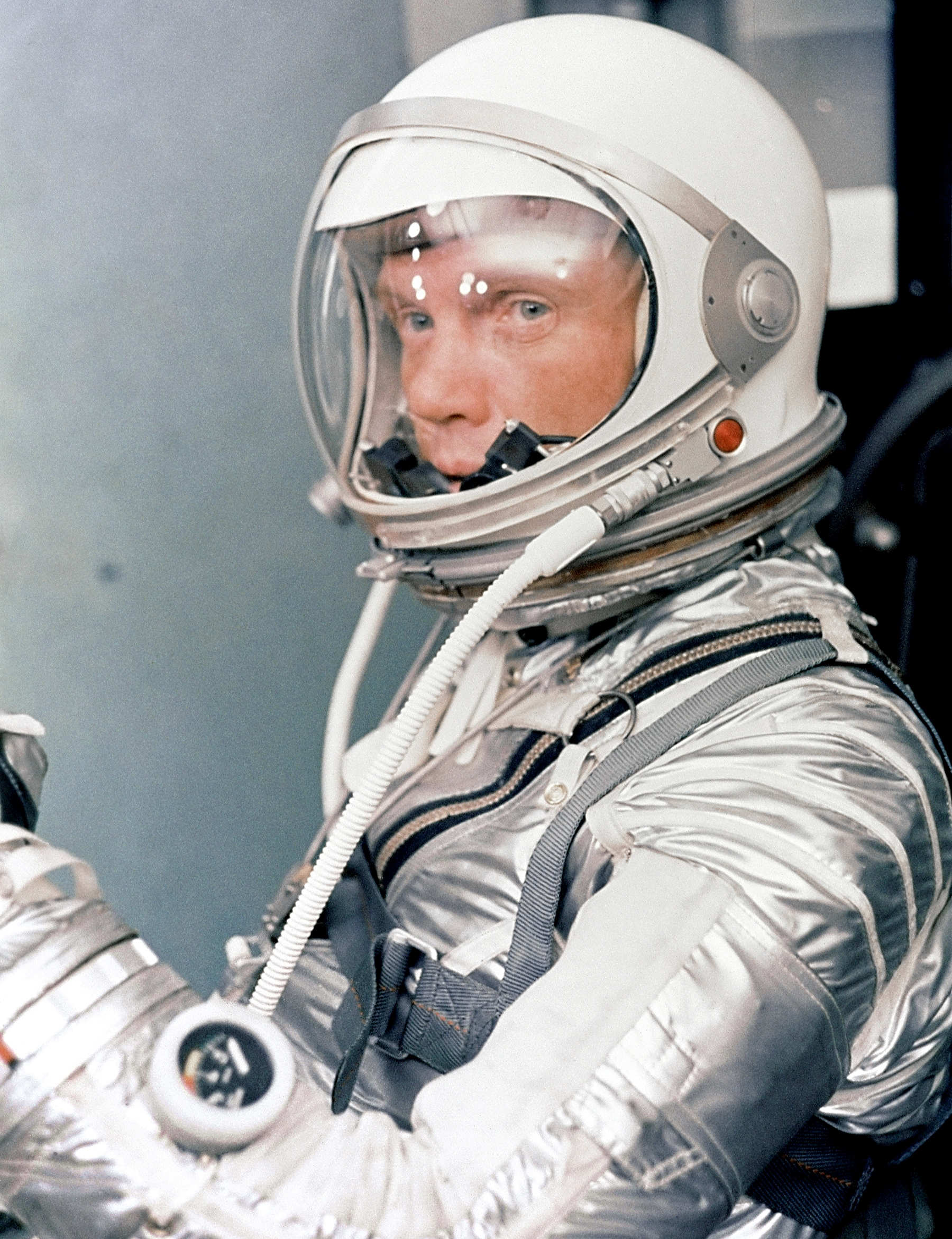
Джон Гленн в скафандре с гермошлемом.
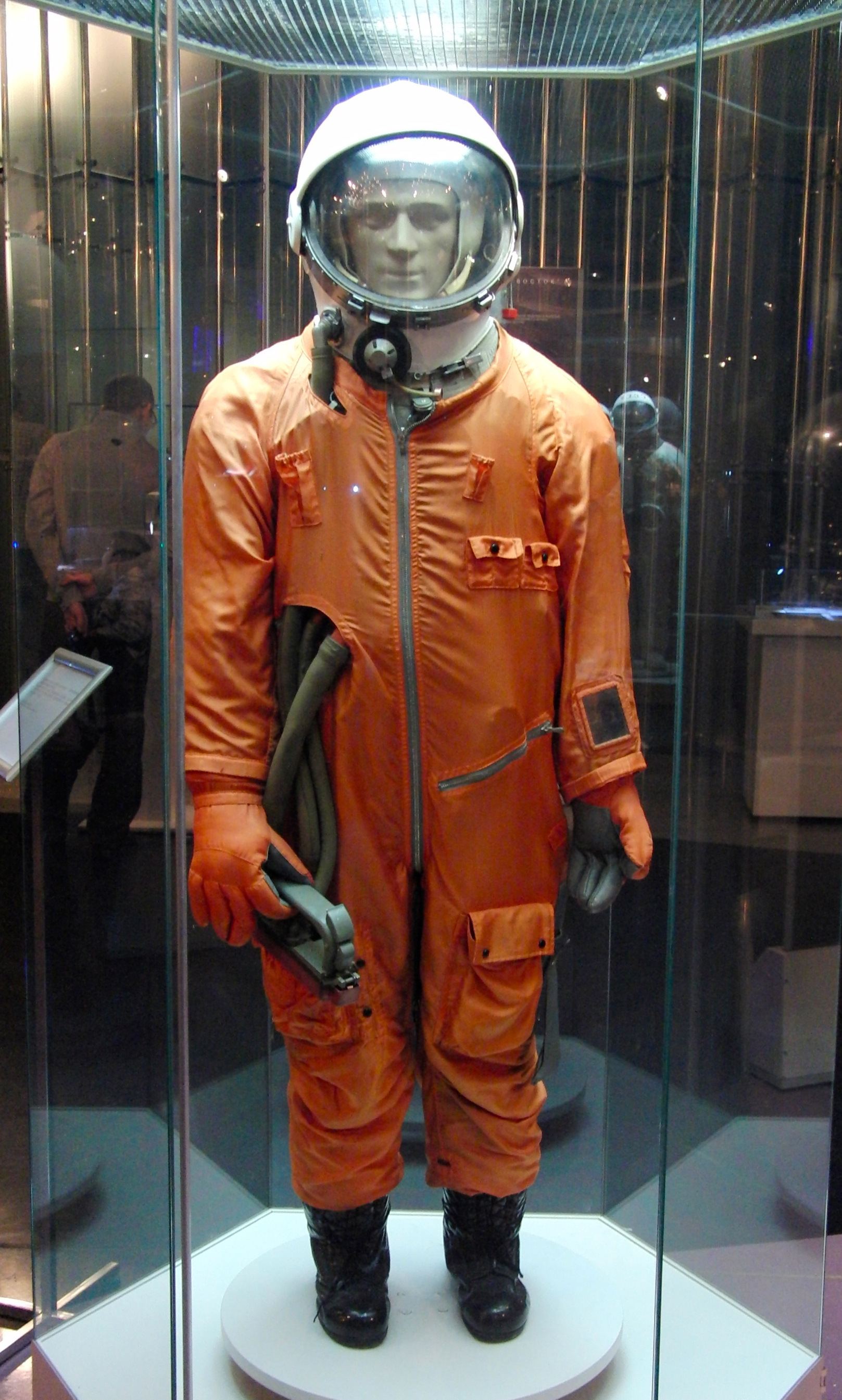
Скафандр СК-1.